# Stary Targ

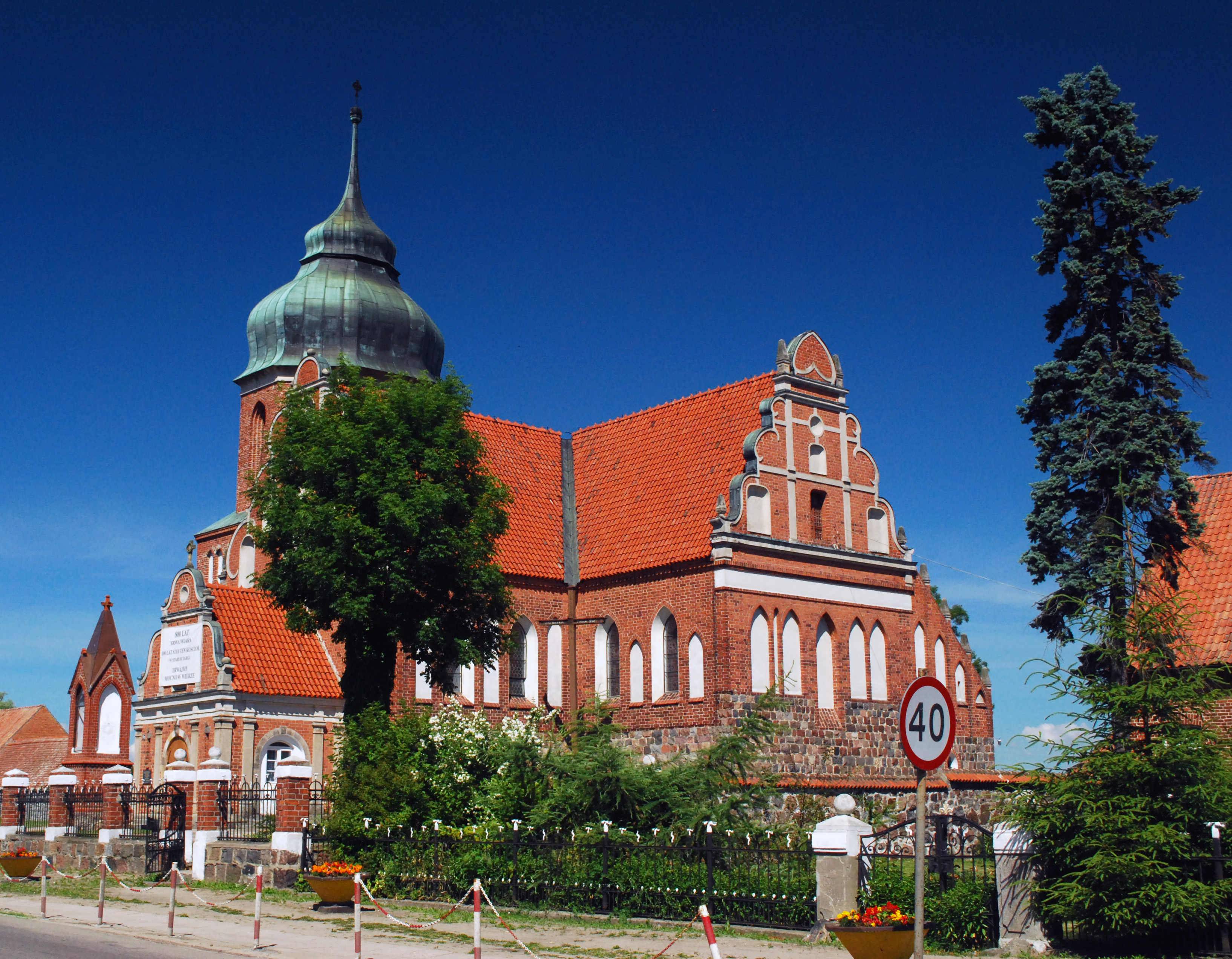
Vue de l’église Saint-Simon-et-Saint-Jude.

Stary Targ (jusqu’en 1946 : Altmarkt, les deux noms signifiant « Vieux-Marché » respectivement en polonais et en allemand) est un village aujourd’hui polonais du powiat de Sztum, autrefois dans le district de Stuhm de la région de Dantzig, en Prusse-Occidentale. C’est le chef-lieu administratif de la commune de Stary Targ qui comprend plusieurs villages alentour. Sa population est d’environ mille habitants.

## Histoire

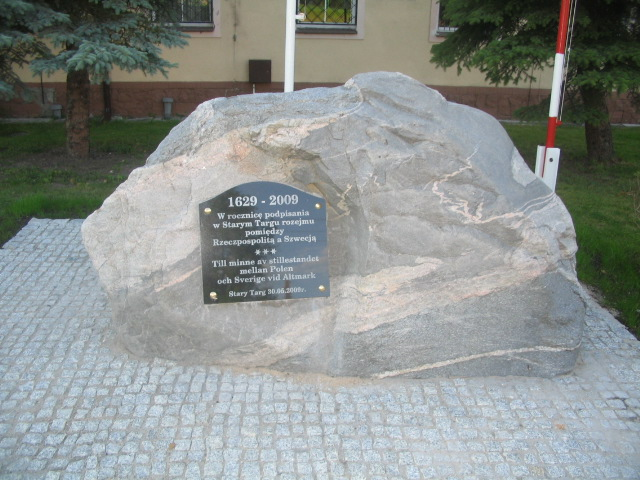
Monument commémoratif du traité d’Altmark.

Le village est fondé entre 1271 et 1276 par le commandeur de l’Ordre Teutonique Hermann von Schönberg qui était originaire de Christburg. Il obtient le statut de marché selon le droit de Culm au XIIIe siècle. Une grande église gothique consacrée aux apôtres Simon et Jude est construite en 1325.
C’est à Altmark qu’a été signé le traité d’Altmark en 1629 qui mit fin à la guerre polono-suédoise de 1626-1629, pendant la guerre de Trente Ans. Il a été confirmé par le traité de Stuhmsdorf en 1635. Le duché de Prusse, territoire germanophone dont Altmark fait partie et qui était gouverné par la famille Hohenzollern sous la vassalité de la Pologne, entre dans le jeune royaume de Prusse en 1772.
Le village est occupé par les troupes napoléoniennes en 1807. De 1818 à 1945, Altmarkt fait partie de l'arrondissement de Stuhm dans le district de Marienwerder au sein de la province de Prusse-Occidentale. Le téléphone est installé en 1887. On construit une nouvelle église luthérienne-évangélique en 1929-1930 (détruite en 1945). Lorsque la province de Prusse-Occidentale cesse d’exister en 1945, Altmark entre dans les limites de la Pologne, selon les vœux de Staline, et prend le nom officiel de Stary Targ (traduction en polonais d’« Altmark », soit « Vieux-Marché ») et sa population allemande expulsée.